# Котов, Алексей Алексеевич (футболист)
Алексей Алексеевич Котов (3 апреля 1944, Москва) — советский футболист, полузащитник.
Воспитанник ФШМ. В 1962 году — в составе ЦСКА. С 1963 года — в московском «Локомотиве», в 1964 году за дубль провёл 37 игр, забил два гола. В 1965 году провёл два матча в чемпионате СССР — против московских «Динамо» (3:1) и «Спартака» (0:1), в обоих выходил на замену после перерыва. В дальнейшем играл за команды второго эшелона «Шахтёр» Караганда (1966—1968, 1970—1973), «Волга» Калинин (1968—1969), «Шинник» Ярославль (1974).